# Zemplínske Hámre, Snina
Zemplínske Hámre este o comună slovacă, aflată în districtul Snina din regiunea Prešov. Localitatea se află la altitudinea de 346 m deasupra n.m., se întinde pe o suprafață de 8,448 km2 și în 2017 număra 1.259 de locuitori. Se învecinează cu Snina, Remetské Hámre, Valaškovce, Humenné și Belá nad Cirochou.

## Istoric
Localitatea Zemplínske Hámre este atestată documentar din 1899.

## Demografie
| An:                | 1994 | 2004   | 2014   | 2024   |
| ------------------ | ---- | ------ | ------ | ------ |
| Număr de persoane: | 1256 | 1240   | 1273   | 1291   |
| Diferență:         |      | −1,27% | +2,66% | +1,41% |

| An:                | 2023 | 2024   |
| ------------------ | ---- | ------ |
| Număr de persoane: | 1279 | 1291   |
| Diferență:         |      | +0,93% |